# سحلب أولبي
السحلب الأولبي (باللاتينية: Orchis olbiensis) نوع نباتي ينتمي إلى جنس السحلب من الفصيلة السحلبية. سمي نسبة إلى مدينة أولبيا في سردينيا.

## الموئل والانتشار
موطن هذا النوع المغرب العربي وإيطاليا وفرنسا وإسبانيا والبرتغال.

## مرادفات للاسم العلمي
- (باللاتينية: Androrchis olbiensis (Reut. ex Gren.) D.Tyteca & E.Klein)
- (باللاتينية: Orchis mascula subsp. olbiensis (Reut. ex Gren.) Asch. & Graebn.)
- (باللاتينية: Orchis mascula var. olbiensis (Reut. ex Gren.) Nyman)
- (باللاتينية: Orchis olbiensis f. nivea F.M.Vázquez)
- (باللاتينية: Orchis olivetorum Gren. [Illegitimate])